# Сабельников, Иван Максимович
Иван Максимович Сабельников (7 января 1914 — 10 марта 1966) — сварщик Магнитогорского металлургического комбината, Почётный металлург СССР (1960), Герой Социалистического Труда (1958).

## Биография
Родился 7 января 1914 года в селе Луганское Кокчетавского уезда Акмолинской области (ныне — Район имени Габита Мусрепова Северо-Казахстанской области Казахстана).
С 1932 — плотник на строительстве доменной печи Магнитогорского металлургического комбината.
Окончив в 1933 году курсы сварщиков, работал на нагревательных колодцах блюминга, на печах станов «500» и «250» прокатного цеха № 2 комбината.
В 1936—1939 годах проходил срочную службу в Красной Армии.
В 1942—1964 годах — сварщик нагревательных печей проволочно-штрипсового цеха.
Активно участвовал в совершенствовании производственных процессов. Неоднократно становился победителем внутризаводского социалистического соревнования.
Избирался депутатом Магнитогорского городского Совета депутатов трудящихся.
Умер в 1966 году в Магнитогорске. Похоронен на Правобережном кладбище.

## Награды и звания
Награждён орденами Ленина (1958), Трудового Красного Знамени (1955), «Знак Почёта» (1950), медалями «За трудовую доблесть» и «За доблестный труд в Великой Отечественной войне».
В 1958 году в числе тринадцати магнитогорских металлургов Сабельникову присвоено звание Героя Социалистического Труда. Почётный металлург СССР (1960).

## Память
- В Магнитогорске на доме № 16 на Проспекте Металлургов, в котором жил И. М. Сабельников, установлена мемориальная доска.
- В 2017 году одна из новых улиц посёлка Первооктябрьского (Орджоникидзевский район города Магнитогорска) названа именем И. М. Сабельникова.[1]